# 勞亨比黑爾山
47°47′09″N 13°06′45″E / 47.78594°N 13.11256°E
勞亨比黑爾山（德語：Rauchenbühel），是奧地利的山峰，位於該國中部，由薩爾茨堡州負責管轄，屬於薩爾茲卡默古特山脈的一部分，距離蓋斯貝格山1.2公里，海拔高度988米。